# Pueblo mayna
Los maynas denominados también como mainas o meenas, fueron un grupo de pueblos amerindios que vivieron a lo largo de la ribera norte del río Marañón en América del Sur. Hablaban variedades del idioma omurano.

## Historia
Los maynas estuvieron entre las primeras tribus de la región de la Amazonía occidental en haber sido evangelizadas por la Iglesia católica, lo que llevó a nombrar varias jurisdicciones y áreas con el nombre de la tribu, incluida la Comandancia General de Maynas dentro el Virreinato del Perú, que incluía la mayor parte este de Ecuador y el noreste de Perú, al oriente de la cordillera principal, incluidas las cuencas del Huallaga y Ucayali.

## Cultura
Los maynas también fueron una de las muchas culturas más antiguas que usaban pelotas de goma como juguetes antes del contacto con los europeos. Lo llamaron "caucho" que combinaba las palabras "caa" (madera) y "ochu" (llorar), que se hacía extrayendo la savia de un árbol al que llamaban "heve" y dejándolo secar en un sólido jugable que hoy llamamos caucho.